# 島根県道56号大田佐田線
島根県道56号大田佐田線（しまねけんどう56ごう おおださだせん）は、島根県大田市から出雲市を結ぶ県道（主要地方道）である。

## 概要
県道281号分岐 - 国道184号接続点までの区間は道幅が狭くかつ急勾配や急カーブが連続している。

### 路線データ
- 起点：島根県大田市大田町野城（島根県道30号三瓶山公園線交点）
- 終点：島根県出雲市佐田町下橋波（国道184号交点）

## 歴史
- 1993年（平成5年）5月11日 - 建設省から、県道大田三刀屋線の一部が大田佐田線として主要地方道に指定される[1]。

## 路線状況

### 重複区間
- 島根県道286号池田久手停車場線（大田市三瓶町野城 - 大田市三瓶町多根）

## 地理

### 通過する自治体
- 大田市
- 出雲市

### 交差する道路
- 島根県道30号三瓶山公園線（大田市大田町野城、起点）
- 島根県道286号池田久手停車場線（大田市三瓶町野城）
- 島根県道286号池田久手停車場線（大田市三瓶町多根）
- 島根県道281号窪田山口線（大田市山口町山口）
- 国道184号（出雲市佐田町下橋波、終点）

### 沿線にある施設など
- 三瓶山